# Tanums pastorat
Tanums pastorat är ett pastorat som omfattar Tanums kommun i Bohuslän, Västra Götalands län. Det tillhör Norra Bohusläns kontrakt i Göteborgs stift.
Pastoratet består av församlingarna Lur, Naverstad-Mo (sedan 2006) och Tanum. Från 2018 ingår även församlingarna Kville, Fjällbacka, Bottna och Svenneby. Pastoratskod är 080809.

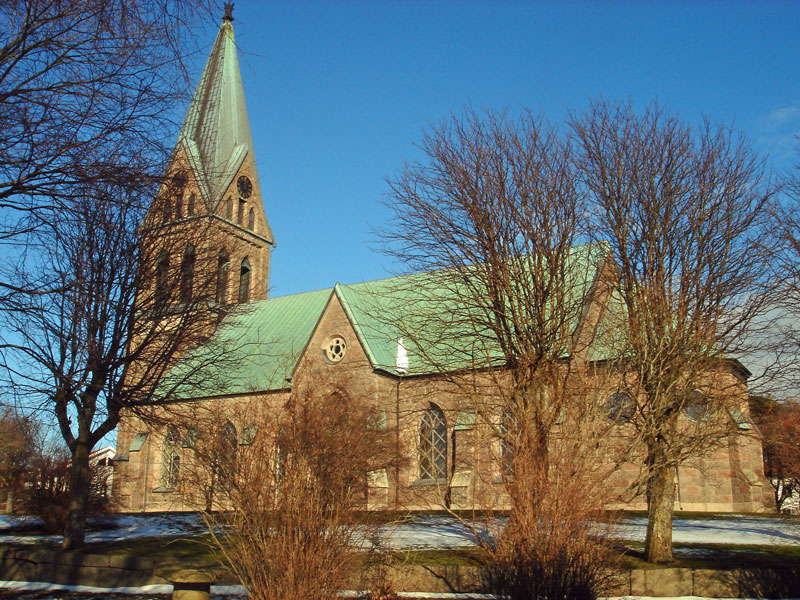
Grebbestads kyrka
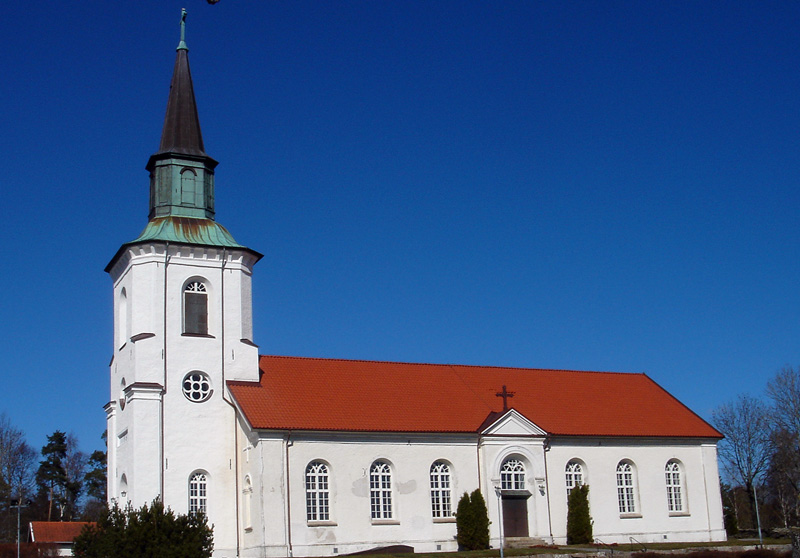
Lurs kyrka
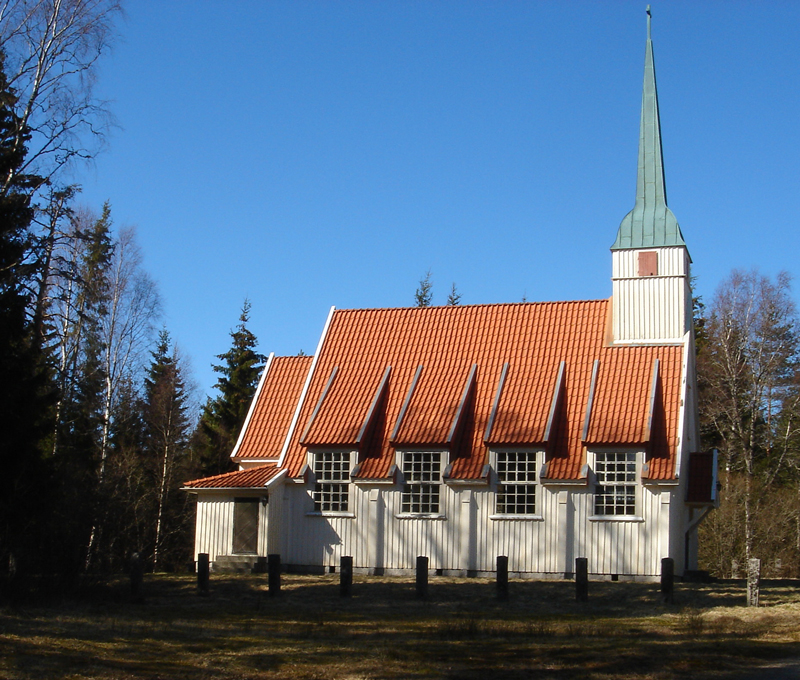
Fagerhults kapell